# Sans-Vallois
Sans-Vallois è un comune francese di 126 abitanti situato nel dipartimento dei Vosgi nella regione del Grand Est.

## Società

### Evoluzione demografica
Abitanti censiti